# Lubuk Lintang
Lubuk Lintang is een bestuurslaag in het regentschap Seluma van de provincie Bengkulu, Indonesië. Lubuk Lintang telt 1195 inwoners (volkstelling 2010).